# Marc Lavoine
Marc Lucien Lavoine (ur. 6 sierpnia 1962 w Longjumeau, w regionie Île-de-France, w departamencie Essonne) – francuski piosenkarz i aktor.

## Kariera
Urodził się w pobliżu Paryża. W 1985 jego ulubiony wśród nastolatków przebój „Elle les yeux revolver” z albumu Le Parking des Anges pozwolił mu osiągnąć szczyt na francuskiej liście i zapoczątkował jego karierę. W 1987 Lavoine zrealizował grugą płytę Fabriqué. Swój singiel „Qu’est-ce que t’es belle” nagrał w duecie z Catherine Ringer. Jego trzeci album Les Amours Du Dimanche został zrealizowany w 1989 i sprzedał się w ilości 300 000 egzemplarzy.
W 1992 singiel „Paris”, również tytułowy utwór z jego czwartej płyty, i „L’Amour de trente secondes” zdobył sukces. W 1993 Lavoine wydał Faux rêveur. Szósty album Lavoine-Matic, wydany w 1996, zawiera singiel „C’est ça la France”, piosenkę o tolerancji, za którą otrzymał nagrodę dla najlepszego wideo z Victoire de la Musique. W 1999 został wydany jego siódmy album Septième Ciel, z którego pochodzi pierwszy singiel „Les Tournesols”.
Ósma płyta Lavoine’a, która nie ma tytułu, ukazała się w 2001. Podobnie jak na poprzednich albumach, na płycie nagrane są utwory w duecie z wokalistkami, w tym włoska piosenkarka i aktorka Cristina Maroko, piosenkarka Françoise Hardy i aktorka Claire Keim. W 2003 ukazał się singiel „Dis-moi que l’amour” i koncertowy album zatytułowany Olympia Deux Trois Mille. Dziewiąta płyta Lavoine’a L’Heure d’été, zawiera single: „Je me sens si seul”, „Toi mon amour” i „j’espere” w duecie z belgijską piosenkarką wietnamskiego pochodzenia Quynh Anh.

## Życie osobiste
26 maja 1995 ożenił się z księżniczką Sarah Poniatowski (Polska), i mają troje dzieci, Yasmine, Romana i Milo (ur. 1 lipca 2010). Marc Lavoine również ma syna Simona, ze swego poprzedniego małżeństwa z Denise Pascale, ex-modelką „Vogue”. Obecnie mieszka w Paryżu i nagrał kilka filmów.

## Dyskografia

### Albumy studyjne
- 1985: Marc Lavoine (Avrep)
- 1987: Fabriqué (Avrep)
- 1989: Les Amours du dimanche (Avrep)
- 1991: Paris (Avrep)
- 1991: Faux rêveur (Avrep)
- 1996: Lavoine Matic (Avrep)
- 1999: 7e ciel (Avrep)
- 2001: Marc Lavoine (Mercury)
- 2005: L’Heure d’été (Mercury)
- 2009: Volume 10 (Mercury)
- 2012: Je descends du singe (Barclay/Universal)
- 2016: Les souliers rouges wspólnie z Arthur H i Cœur de pirate (Barclay/Universal)
- 2018: Je reviens à toi (Barclay/Universal)
- 2022: Adulte jamais (ML44, dystrybucja Virgin Records France)
- 2024: Revolver (ML44 / Barclay)

### Albumy na żywo
- Live (1988, Avrep)
- Olympia Deuxmilletrois (2003, Mercury)

### Składanki
- 85-95 (1995, Avrep/RCA)
- C’est ça Lavoine: L’essentiel (2001, Avrep/RCA) 1984–1999
- Les Duos de Marc (2007, Universal)
- Les Solos de Marc (2007, Sony BMG)
- La Collection de Marc (2007, Universal)
- Morceaux d’amour (2019, Barclay/Universal)

### Single
| Année | Single                                                            | sprzedaż | sprzedaż | sprzedaż   | Albumy                                         |
| Année | Single                                                            | Francja  | Belgia   | Szwajcaria | Albumy                                         |
| ----- | ----------------------------------------------------------------- | -------- | -------- | ---------- | ---------------------------------------------- |
| 1983  | Je n’sais même plus de quoi j’ai l’air                            | -        | -        | -          | /                                              |
| 1984  | Pour une biguine avec toi                                         | -        | -        | -          | Marc Lavoine                                   |
| 1985  | Elle a les yeux revolver...                                       | 4        | -        | -          | Marc Lavoine                                   |
| 1985  | Tu me divises par deux                                            | -        | -        | -          | Marc Lavoine                                   |
| 1986  | Le Parking des anges                                              | 11       | -        | -          | Marc Lavoine                                   |
| 1986  | Bascule avec moi                                                  | 14       | -        | -          | Marc Lavoine                                   |
| 1987  | Même si                                                           | 14       | -        | -          | Fabriqué                                       |
| 1987  | Le monde est tellement con                                        | 20       | -        | -          | Fabriqué                                       |
| 1988  | Qu’est-ce que t’es belle (z Catherine Ringer)                     | 31       | -        | -          | Fabriqué                                       |
| 1988  | Si tu veux le savoir                                              | 11       | -        | -          | Fabriqué                                       |
| 1989  | C’est la vie                                                      | 14       | -        | -          | Les Amours du dimanche                         |
| 1989  | Ami                                                               | -        | -        | -          | Les Amours du dimanche                         |
| 1990  | Toutes mes excuses (chère amie)                                   | -        | -        | -          | Les Amours du dimanche                         |
| 1990  | Rue Fontaine                                                      | 11       | -        | -          | Les Amours du dimanche                         |
| 1990  | Je n’ai plus rien à te donner                                     | 18       | -        | -          | Les Amours du dimanche                         |
| 1991  | Paris                                                             | 28       | -        | -          | Paris                                          |
| 1992  | L’Amour de 30 secondes                                            | 32       | -        | -          | Paris                                          |
| 1992  | Ça m’est égal                                                     | 41       | -        | -          | Paris                                          |
| 1992  | Fils de moi                                                       | -        | -        | -          | Paris                                          |
| 1993  | Tu me suffiras                                                    | -        | -        | -          | Faux rêveur                                    |
| 1994  | On ira jamais à Venise                                            | -        | -        | -          | Faux rêveur                                    |
| 1994  | Faux rêveur                                                       | -        | -        | -          | Faux rêveur                                    |
| 1995  | Une nuit sur son épaule (z Véronique Sanson)                      | 34       | -        | -          | Comme ils l’imaginent (Véronique Sanson album) |
| 1995  | Reste sur moi                                                     | -        | -        | -          | 85-95                                          |
| 1996  | C’est ça la France                                                | -        | -        | -          | Lavoine Matic                                  |
| 1996  | Petit à petit feu                                                 | -        | -        | -          | Lavoine Matic                                  |
| 1997  | Les hommes sont des femmes comme les autres (z księżniczką Eriką) | -        | -        | -          | Lavoine Matic                                  |
| 1997  | Les Embouteillages                                                | -        | -        | -          | Lavoine Matic                                  |
| 1998  | J’habite en jalousie                                              | -        | -        | -          | Lavoine Matic                                  |
| 1999  | Les Tournesols                                                    | 62       | -        | -          | Septième ciel                                  |
| 1999  | Fais semblant                                                     | -        | -        | -          | Septième ciel                                  |
| 2000  | J’écris des chansons                                              | -        | -        | -          | Septième ciel                                  |
| 2000  | Adieu Camille (z Julie Depardieu)                                 | -        | -        | -          | /                                              |
| 2001  | Le Pont Mirabeau                                                  | 83       | -        | -          | Marc Lavoine                                   |
| 2001  | J’ai tout oublié (z Cristiną Marocco)                             | 1        | 4        | -          | Marc Lavoine                                   |
| 2002  | J’aurais voulu                                                    | 54       | -        | -          | Marc Lavoine                                   |
| 2002  | Je ne veux qu'elle (z Claire Keim)                                | 9        | 14       | 34         | Marc Lavoine                                   |
| 2003  | Dis-moi que l’amour (z Bambou)                                    | 10       | 14       | 38         | Olympia Deuxmilletrois                         |
| 2005  | Je me sens si seul                                                | 16       | 17       | 59         | L’Heure d’été                                  |
| 2005  | Toi, mon amour                                                    | 8        | 10       | 43         | L’Heure d’été                                  |
| 2006  | Tu m’as renversé                                                  | -        | -        | -          | L’Heure d’été                                  |
| 2006  | J’espère (z Quynh Anh)                                            | -        | -        | -          | L’Heure d’été                                  |
| 2007  | J’ai confiance en toi / me fido di te (z Jovanotti)               | -        | -        | -          | Les Duos de Marc                               |
| 2007  | Un Ami (z Florent Pagny)                                          | -        | 25       | -          | Les Duos de Marc                               |
| 2009  | La semaine prochaine                                              | -        | 13       | -          | Volume 10                                      |
| 2009  | Reviens mon amour                                                 | -        | 12       | -          | Volume 10                                      |
| 2010  | Rue des Acacias                                                   | -        | -        | -          | Volume 10                                      |
| 2010  | Demande moi                                                       | -        | -        | -          |                                                |

## Filmografia
- 1984: Frankestein 90
- 1994: L’Enfer
- 1995: Fiesta
- 1996: Les Menteurs
- 1998: Cantique de la racaille
- 1999: Le double de ma moitié
- 2001: Déception
- 2001: Ma Femme est une actrice
- 2002: Blanche
- 2003: Le coeur des hommes
- 2002: Podwójny blef (The Good Thief)
- 2003: Les clefs de bagnole
- 2006: Toute la beauté du monde
- 2006: Artur i Minimki (francuski głos Darkosa granego przez Jasona Batemana)
- 2007: Le cœur des hommes 2
- 2007: Si c’était lui...
- 2013: Crossing Lines („Przekraczając granice” jako Louis Daniel; występował w dwóch pierwszych sezonach)